# Jan Gawęcki (pilot)
Jan Gawęcki (ur. 24 grudnia 1936) – szybownik, szybowcowy i samolotowy pilot doświadczalny, pilot komunikacyjny i kapitan w PLL LOT, pilot balonowy, instruktor lotniczy.

## Życiorys
W 1952 r. rozpoczął szkolenie szybowcowe w Strzyżewicach k/Leszna. W 1956 r. startował w Mistrzostwach Polski Juniorów uzyskując trzecie miejsce, a w roku następnym pierwsze miejsce. Był uczestnikiem pokazów lotniczych, też w zespołach akrobacyjnych na szybowcu IS-4 Jastrząb.
W 1957 r. uzyskał drugi diament do złotej Odznaki Szybowcowej za przelot 636 km na treningowym (!) wówczas szybowcu IS-Mucha Ter.
Rok później nabywa uprawnienia instruktora szybowcowego.
W tym samym 1958 roku wyszkolił się w lotach balonowych pod okiem instruktora Zbigniewa Burzyńskiego. Startował w wielu zawodach balonowych – przeważnie w załodze ze Sławomirem Makarukiem.
Też w roku 1958 przechodzi podstawowe szkolenie samolotowe, a już w 1962 roku zwyciężył w Samolotowych Mistrzostwach Juniorów Aeroklubu Warszawskiego.
W 1961 roku zdobył Złotą Odznakę Szybowcową z trzema diamentami (odznaka nr 55).
Intensywne latanie i szkolenie młodszych adeptów lotnictwa spowodowało, że rozpoczęte w 1956 r. studia na Wydziale Lotniczym Politechniki Warszawskiej przedłużały się. Ukończył studia ostatecznie w roku 1966, uzyskując tytuł mgr inż. lotnictwa. Wykształcenie pogłębił na studiach podyplomowych w specjalności „automatyka mechaniczna”.
W 1963, po śmierci przyjaciela Sławomira Makaruka w locie badawczym – otrzymał propozycję zatrudnienia w Zakładzie Badań w Locie Instytutu Lotnictwa na stanowisku szybowcowego pilota doświadczalnego II klasy. W 1967 uzyskał uprawnienia szybowcowego pilota doświadczalnego I klasy. Pracował w tym charakterze w latach 1963–1994.
Wykonywał loty badawcze i rozwojowe na wszystkich użytkowanych w tym czasie typów szybowców. Specjalizował się w obarczonych największym ryzykiem próbach flatterowych i korkociągowych. Duże umiejętności i wiedza pozwoliły wyjść z flatteru na szybowcu Zefir 3, czy upartego korkociągu motoszybowca J-5 Marco.
Uprawnienia lotnicze rozszerzył w 1971 roku (samolotowy pilot doświadczalny II klasy). Uzyskał też w tym samym roku uprawnienia pilota liniowego na samolotach komunikacyjnych.
W 1977 r. rozpoczął pracę w PLL LOT. Duże doświadczenie w badaniach w locie pozwoliło na pomyślne i szczęśliwe wylądowanie samolotem rejsowym Tu-134a w roku 1980, gdy po zderzeniu z ptakami doszło do zniszczenia jednego i uszkodzenia drugiego silnika. 
Po wprowadzeniu stanu wojennego został odsunięty od latania w PLL LOT jako „wróg socjalizmu i pokoju”.
W 1982 r. powrócił do pracy jako pilot doświadczalny, tym razem w PZL Okęcie. 12 stycznia 1989 wykonał dziewiczy lot na samolocie PZL-130 OrlikTM z silnikiem czeskim M-601.
W 1989 powrócił do pracy w PLL LOT – początkowo na Tu-134, a po przeszkoleniu – na samolocie dalekodystansowym Boeing 767. Przeszedł na emeryturę w roku 2001.
W czasie 49 lat intensywnego latania uzyskał bardzo duży dorobek lotniczy który obejmuje:
- 106 typów szybowców
- 57 typów samolotów
- 3 typy balonów
- 1 typ śmigłowca.

Spędził w powietrzu ok. 14.000 godzin.
Jest rzeczoznawcą w Państwowej Komisji Badania Wypadków Lotniczych.